# 民主党の閣僚経験者一覧
民主党の閣僚経験者一覧（みんしゅとうのかくりょうけいけんしゃいちらん）では、民主党に在籍したことのある国会議員で、かつ閣僚ポストについたことのある議員について記述する。
特記無き場合は閣僚であった際の所属政党は自由民主党である。

## 第2次中曽根内閣 (第2次改造)（自由民主党・新自由クラブの連立政権）
- 小沢一郎
  - 自治大臣兼国家公安委員会委員長（第2次中曽根内閣 (第2次改造)）

## 第1次橋本内閣（自由民主党・社民党・さきがけの自社さ連立政権）
- 菅直人 - 新党さきがけ
  - 厚生大臣（第1次橋本内閣）

## 鳩山由紀夫内閣（民社国連立政権）
鳩山由紀夫内閣を参照のこと。

## 菅直人内閣（民国連立政権）
菅直人内閣、菅直人第1次改造内閣、菅直人第2次改造内閣を参照のこと。

## 野田内閣（民国連立政権）
野田内閣、野田第1次改造内閣、野田第2次改造内閣、野田第3次改造内閣を参照のこと。

## 元・国会議員
- 石井一
  - 国土庁長官兼研究・学園都市担当（第1次海部内閣）
  - 自治大臣兼国家公安委員会委員長兼政治改革担当大臣（羽田内閣）
- 池端清一 - 日本社会党
  - 国土庁長官（村山内閣）
- 上原康助 - 日本社会党
  - 北海道開発庁長官兼沖縄開発庁長官兼国土庁長官（細川内閣）
- 江田五月 - 社会民主連合
  - 科学技術庁長官（細川内閣）
- 奥田敬和 - 自由民主党
  - 郵政大臣（第2次中曽根内閣）
  - 自治大臣兼国家公安委員会委員長（第2次海部内閣）
  - 運輸大臣（宮澤内閣）
- 鹿野道彦 - 自由民主党
  - 農林水産大臣（第1次海部内閣）
  - 総務庁長官（宮澤改造内閣）
- 神田厚 - 民社党
  - 防衛庁長官（羽田内閣）
- 沓掛哲男
  - 国家公安委員会委員長兼内閣府特命担当大臣（防災）（第3次小泉改造内閣）
- 久保亘 - 社会民主党
  - 副総理兼大蔵大臣（第1次橋本内閣）
- 熊谷弘 - 新生党
  - 通商産業大臣（細川内閣）
  - 内閣官房長官（羽田内閣）
- 佐藤観樹 - 日本社会党
  - 自治大臣兼国家公安委員会委員長（細川内閣）
- 田中眞紀子 - 自由民主党
  - 科学技術庁長官（村山内閣）
  - 外務大臣（第1次小泉内閣）
- 田名部匡省 - 自由民主党
  - 農林水産大臣（宮澤内閣）
- 寺澤芳男 - 日本新党
  - 経済企画庁長官（羽田内閣）
- 永井孝信 - 社会民主党
  - 労働大臣（第1次橋本内閣）
- 中井洽 - 民社党
  - 法務大臣（羽田内閣]）
- 西岡武夫 - 自由民主党
  - 文部大臣（竹下改造内閣、宇野内閣）
- 畑英次郎 - 新生党
  - 農林水産大臣（細川内閣）
  - 通商産業大臣（羽田内閣）
- 羽田孜 - 自由民主党、新生党
  - 農林水産大臣（第2次中曽根内閣 (第2次改造)・竹下改造内閣）
  - 通商産業大臣（宮澤内閣）
  - 副総理兼外務大臣（細川内閣）
  - 内閣総理大臣（羽田内閣）
  - 大蔵大臣（宮澤内閣）
- 日野市朗 - 社会民主党
  - 郵政大臣（第1次橋本内閣）
- 広中和歌子 - 公明党
  - 環境庁長官（細川内閣）
- 藤井裕久 - 新生党
  - 大蔵大臣（細川内閣・羽田内閣）
  - 大蔵大臣（細川内閣・羽田内閣）
- 二見伸明 - 公明党
  - 運輸大臣（羽田内閣）
- 細川護煕 - 日本新党
  - 内閣総理大臣（細川内閣）
- 森井忠良 - 日本社会党
  - 厚生大臣（村山内閣）
- 山花貞夫 - 日本社会党
  - 政治改革担当大臣（細川内閣）
- 渡部恒三 - 自由民主党
  - 通商産業大臣（宮澤内閣）
  - 厚生大臣（第2次中曽根内閣）
  - 自治大臣兼国家公安委員会委員長（第1次海部内閣）
- 渡辺秀央 - 自由民主党
  - 郵政大臣（宮澤内閣）